# Campeonato Soviético de Xadrez de 1963
O Campeonato Soviético de Xadrez de 1963 foi a 31ª edição do Campeonato de xadrez da URSS, realizado em Leningrado, de 23 de novembro a 27 de dezembro de 1963. A competição foi vencida por Leonid Stein, que derrotou Boris Spassky e Ratmir Kholmov em um torneio-desempate. Semifinais ocorreram nas cidades de Almaty, Kharkov, Moscou e Sverdlovsk.

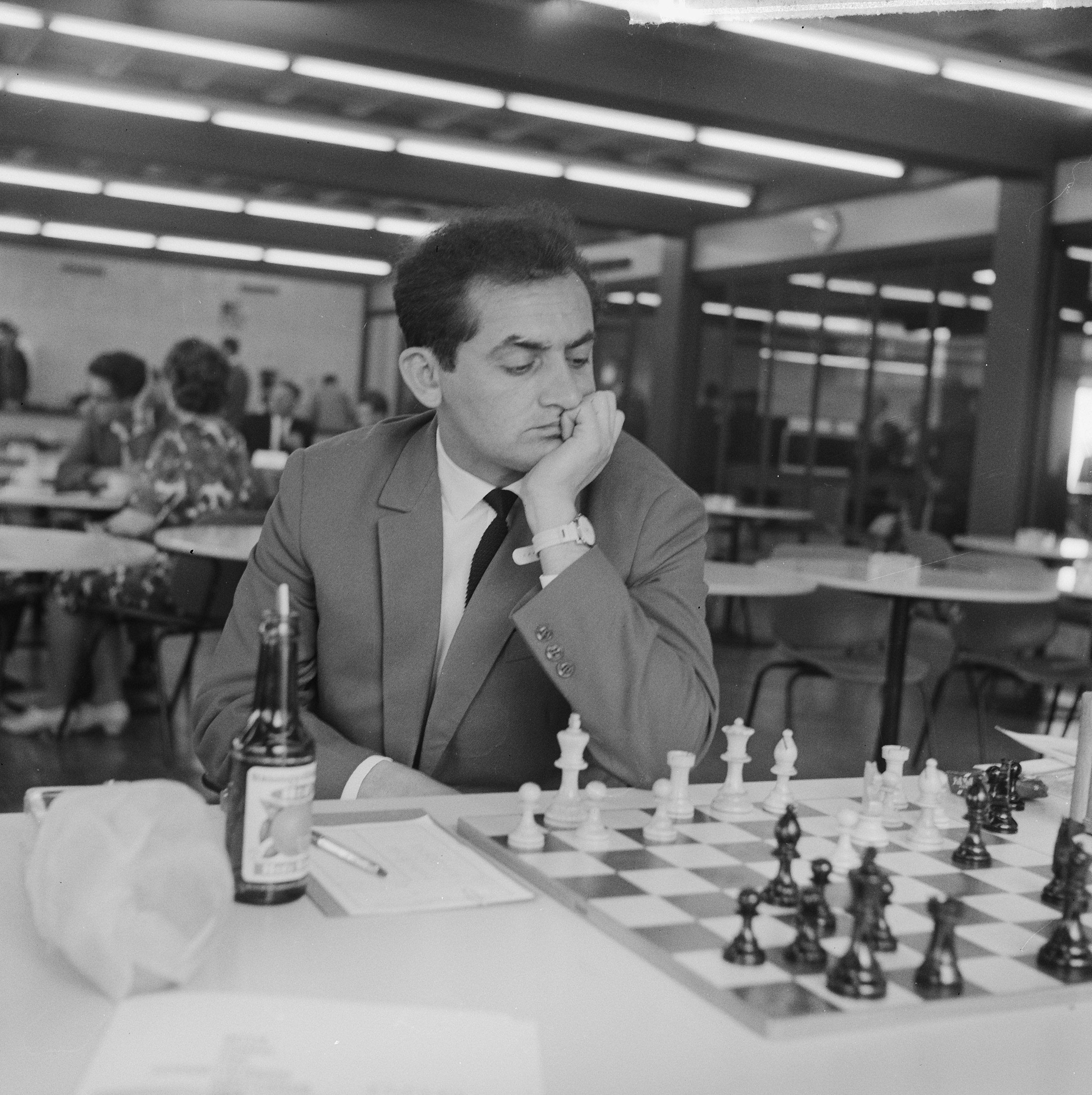
Leonid Stein

## Tabela e resultados
| N° | Jogador            | 1 | 2 | 3 | 4 | 5 | 6 | 7 | 8 | 9 | 10 | 11 | 12 | 13 | 14 | 15 | 16 | 17 | 18 | 19 | 20 | Total |
| -- | ------------------ | - | - | - | - | - | - | - | - | - | -- | -- | -- | -- | -- | -- | -- | -- | -- | -- | -- | ----- |
| 1  | Leonid Stein       | - | ½ | 1 | ½ | ½ | ½ | ½ | ½ | ½ | ½  | 0  | 1  | ½  | ½  | 1  | 1  | ½  | ½  | 1  | 1  | 12    |
| 2  | Boris Spassky      | ½ | - | ½ | ½ | ½ | ½ | 1 | ½ | ½ | ½  | 1  | ½  | ½  | ½  | ½  | 1  | ½  | ½  | 1  | 1  | 12    |
| 3  | Ratmir Kholmov     | 0 | ½ | - | 1 | ½ | ½ | ½ | ½ | 1 | ½  | ½  | ½  | 1  | 1  | ½  | 1  | 1  | ½  | ½  | ½  | 12    |
| 4  | Alexey Suetin      | ½ | ½ | 0 | - | ½ | 1 | 0 | 1 | ½ | 0  | 1  | ½  | ½  | 1  | 1  | ½  | 0  | 1  | 1  | 1  | 11½   |
| 5  | Efim Geller        | ½ | ½ | ½ | ½ | - | ½ | ½ | 0 | ½ | ½  | 1  | ½  | ½  | 1  | ½  | ½  | 1  | 1  | ½  | 1  | 11½   |
| 6  | David Bronstein    | ½ | ½ | ½ | 0 | ½ | - | 0 | ½ | 1 | ½  | 0  | 1  | 1  | 1  | ½  | ½  | ½  | 1  | 1  | 1  | 11½   |
| 7  | Eduard Gufeld      | ½ | 0 | ½ | 1 | ½ | 1 | - | ½ | 0 | ½  | ½  | ½  | 1  | 1  | ½  | 0  | 1  | ½  | 1  | ½  | 11    |
| 8  | Lev Polugaevsky    | ½ | ½ | ½ | 0 | 1 | ½ | ½ | - | ½ | 0  | ½  | 1  | ½  | ½  | ½  | 1  | ½  | 1  | ½  | 1  | 11    |
| 9  | Aivars Gipslis     | ½ | ½ | 0 | ½ | ½ | 0 | 1 | ½ | - | 1  | ½  | ½  | 0  | ½  | ½  | 1  | 1  | ½  | 1  | ½  | 10½   |
| 10 | Viktor Korchnoi    | ½ | ½ | ½ | 1 | ½ | ½ | ½ | 1 | 0 | -  | ½  | ½  | ½  | 0  | ½  | ½  | 0  | 1  | ½  | 1  | 10    |
| 11 | Vladimir Bagirov   | 1 | 0 | ½ | 0 | 0 | 1 | ½ | ½ | ½ | ½  | -  | ½  | 0  | ½  | ½  | ½  | ½  | 1  | ½  | 1  | 9½    |
| 12 | Yuri Averbakh      | 0 | ½ | ½ | ½ | ½ | 0 | ½ | 0 | ½ | ½  | ½  | -  | 1  | 0  | ½  | 1  | ½  | ½  | 1  | ½  | 9     |
| 13 | Iivo Nei           | ½ | ½ | 0 | ½ | ½ | 0 | 0 | ½ | 1 | ½  | 1  | 0  | -  | ½  | ½  | ½  | 1  | 0  | ½  | 1  | 9     |
| 14 | Mark Taimanov      | ½ | ½ | 0 | 0 | 0 | 0 | 0 | ½ | ½ | 1  | ½  | 1  | ½  | -  | 1  | 0  | ½  | 1  | ½  | ½  | 8½    |
| 15 | Semyon Furman      | 0 | ½ | ½ | 0 | ½ | ½ | ½ | ½ | ½ | ½  | ½  | ½  | ½  | 0  | -  | 1  | 0  | 1  | 0  | 1  | 8½    |
| 16 | Janis Klovans      | 0 | 0 | 0 | ½ | ½ | ½ | 1 | 0 | 0 | ½  | ½  | 0  | ½  | 1  | 0  | -  | 1  | ½  | 1  | 0  | 7½    |
| 17 | Alexander Zakharov | ½ | ½ | 0 | 1 | 0 | ½ | 0 | ½ | 0 | 1  | ½  | ½  | 0  | ½  | 1  | 0  | -  | ½  | 0  | 0  | 7     |
| 18 | Igor Bondarevsky   | ½ | ½ | ½ | 0 | 0 | 0 | ½ | 0 | ½ | 0  | 0  | ½  | 1  | 0  | 0  | ½  | ½  | -  | 1  | ½  | 6½    |
| 19 | Arkady Novopashin  | 0 | 0 | ½ | 0 | ½ | 0 | 0 | ½ | 0 | ½  | ½  | 0  | ½  | ½  | 1  | 0  | 1  | 0  | -  | 1  | 6½    |
| 20 | Viatcheslav Osnos  | 0 | 0 | ½ | 0 | 0 | 0 | ½ | 0 | ½ | 0  | 0  | ½  | 0  | ½  | 0  | 1  | 1  | ½  | 0  | -  | 5     |

### Desempate
| N° | Jogador        | 1  | 2  | 3  | Total |
| -- | -------------- | -- | -- | -- | ----- |
| 1  | Leonid Stein   | -- | 1½ | ½½ | 2½    |
| 2  | Boris Spassky  | 0½ | -- | ½1 | 2     |
| 3  | Ratmir Kholmov | ½½ | ½0 | -- | 1½    |